# Serra do Salitre
Serra do Salitre is een gemeente in de Braziliaanse deelstaat Minas Gerais. De gemeente telt 10.778 inwoners (schatting 2009).

## Aangrenzende gemeenten
De gemeente grenst aan Carmo do Paranaíba, Cruzeiro da Fortaleza, Ibiá, Patos de Minas, Patrocínio, Perdizes en Rio Paranaíba.